# Massacro di Zahedan
Il massacro di Zahedan (anche noto come venerdì di sangue)  fu una strage avvenuta il 30 settembre 2022 in Iran, che coinvolse civili e manifestanti della città di Zahedan: le forze di sicurezza del regime aprirono il fuoco sulla folla di manifestanti e sui fedeli sunniti raccolti nella Moschea Makki della città.

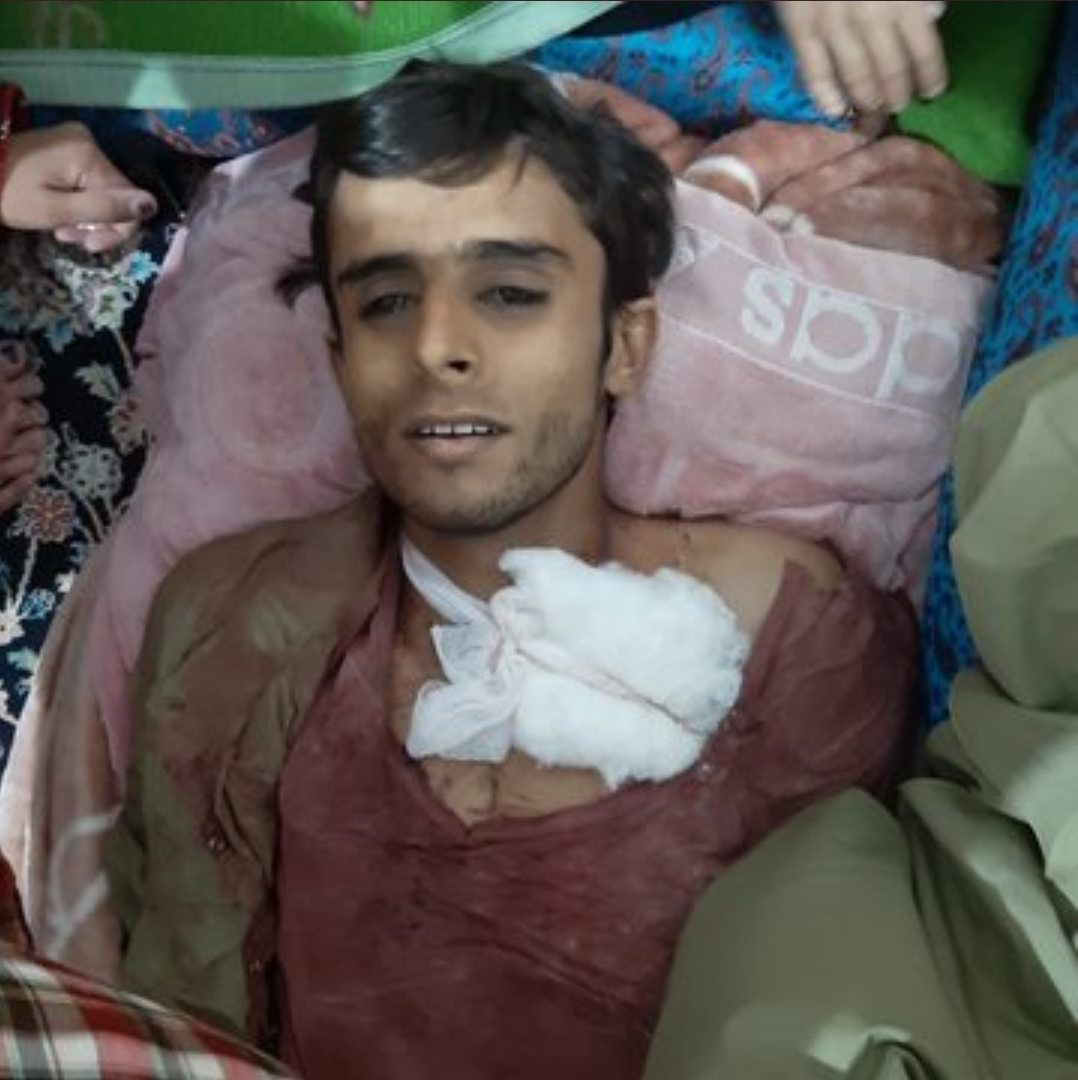
Mohammad Iqbal Naibzahi, tra le vittime

## Antefatti
Parte delle più ampie proteste per la morte di Mahsa Amini, gli animi si accesero anche per il caso di una ragazza 15enne stuprata dal colonnello Ebrahim Kouchakzai (comandante della polizia a Chabahar): con la scusa di "ispezionare il suo corpo", violentò sessualmente la ragazza, che in seguito informò la madre.

## La repressione
Le forze di sicurezza hanno represso duramente i manifestanti aprendo il fuoco ad altezza uomo, per poi massacrare i fedeli sunniti che tenevano la preghiera del venerdì nella locale moschea Makki.
Il bilancio delle vittime risulta essere di almeno 96 manifestanti uccisi, a fronte di 4 perdite per le forze di sicurezza. Oltre 300 i feriti.
Le scuole di Zahedan e Nosratabad sono state temporaneamente chiuse.
Il report di Amnesty International pubblicato il 6 ottobre, dichiara che molte delle vittime civili non rappresentavano alcuna minaccia per la sicurezza delle forze dell'ordine, che avrebbero utilizzato "forza letale" senza necessità.
Risultano almeno 13 i bambini uccisi.